# Catedral de los Santos Mártires
La Catedral de los Santos Mártires (en armenio: Սրբոց Նահատակաց եկեղեցի) es una Iglesia católica armenia en Gyumri, una localidad de Armenia. Se encuentra ubicada en la Avenida de la Victoria, junto al Museo Nacional de Arquitectura Dzitoghtsyan. La catedral es la sede del ordinariato para Armenia, Georgia, Rusia, Europa del Este y de la Iglesia Católica Armenia una iglesia particular en plena comunión con el Papa en Roma. La construcción comenzó en diciembre de 2010 y se terminó en 2015. La catedral fue originalmente llamada "de la Santa Cruz", pero cambió a "Santos Mártires" en honor de las víctimas del genocidio armenio.
La iglesia de la Santa Cruz es una imitación de las formas derivadas de la arquitectura medieval armenia, en particular Zvartnots. Tiene un campanario en su entrada. El arquitecto escogido fue Hagop Jivanyan, mientras que el ingeniero de la construcción fue Hagop Baghdasaryan. Las esculturas decorativas fueron realizadas por Razmik Ayvazyan. 
El 24 de septiembre de 2015, la catedral fue consagrada por Su Beatitud Krikor Bedros- XX Gabroyan, patriarca católico de la Iglesia Católica Armenia, y Su Eminencia Leonardo Sandri, prefecto de la Congregación para las Iglesias Orientales de la Iglesia Católica. La ceremonia se llevó a cabo como parte de la conmemoración del centenario del genocidio armenio. La catedral es llamada de "Santos Mártires" en memoria de las víctimas del genocidio armenio (en 2015, la Iglesia armenia los canonizado como mártires).